# Tadeusz Franciszek Machnowski
Tadeusz Franciszek Machnowski (ur. 4 października 1937 we wsi Ostrykół Dworski, zm. 30 sierpnia 2020 we Wrocławiu) – poeta, prozaik, publicysta.

## Życiorys
Pochodził z rodziny chłopskiej. Był synem Stanisława i Janiny z Długołęckich. Do szkoły podstawowej uczęszczał w Drozdowie, Grądach Szlacheckich i Chrzczance (1952). W 1955 ukończył Zasadniczą Szkołę Budowlaną w Warszawie. Do 1967 pracował w rodzinnym gospodarstwie w Ostrykole Dworskim, później w PGR-ach w powiecie grójeckim jako ogrodnik (1968–1971).
Od 1971 mieszkał w Ostrołęce. Pracował w Miejskim Zakładzie Zieleni (1971–1974), w Zakładowym Domu Kultury (1974–1989), w Wojewódzkim Szpitalu Zespolonym (1990–1998).
Literackim debiutem Machnowskiego w 1965 była publikacja na łamach „Tygodnika Kulturalnego”. W tym samym roku jego wiersze znalazły się w Antologii współczesnej poezji autorstwa Jana Szczawieja. Wiersze publikował  w „Tygodniku Ostrołęckim”, „Poezji Dzisiaj”, kwartalniku „Twórczość Ludowa”, „Frazie”,  „Przydrożach”, kilku almanachach. W „Tygodniku Ostrołęckim” zamieszczał cykl artykułów pt. „Legenda Narwi” oraz prowadził kącik literacki dla młodych poetów.
Był członkiem Związku Literatów Polskich, Związku Kurpiów, Stowarzyszenia Twórców Ludowych, Towarzystwa Przyjaciół Ostrołęki. Współtworzył Grupę Poetycką „Narew”.
Miał żonę poetkę Irenę Knapik-Machnowską i syna Kamila – oficera Wojska Polskiego.

## Nagrody i odznaczenia
Odznaki: „Zasłużony Działacz Kultury”, „Zasłużony dla województwa ostrołęckiego”, „Zasłużony dla miasta Ostrołęki”, Nagroda Poetycka im. Jana Pocka, Nagroda Prezesa Związku Kurpiów „Kurpik 2007” w kategorii „Nauka i Pióro”, Honorowy Obywatel Gminy Kadzidło.

## Publikacje
Poezja
- Wiersze, 1971
- Między ostrzem słowa a językiem miecza 1975
- Za podwójną gardą 1982
- Las (poemat), Klub Literacki NAREW w Ostrołęce przy Oddziale Warszawskim ZLP, Ostrołęka 1984
- Wieżowce, Klub Literacki „Narew” przy Oddziale Warszawskim  Związku Literatów Polskich, Ostrołęka 1985
- Małe mauzoleum, Ludowa Spółdzielnia Wydawnicza, Warszawa1987, ISBN 83-205-3853-X
- Niebieski prom, Oficyna Wydawnicza „Narew” Klubu Literackiego ZLP w Ostrołęce, 1991
- Ustronia i uroczyska, Agencja Handlowo-Usługowa "Kurpie", Ostrołęka 1999  ISBN 83-88270-02-8
- Sens życia,  Agencja Handlowo-Usługowa "Kurpie", Ostrołęka 1999, ISBN 83-88270-01-X
- Miejsca serdeczne, Agencja Handlowo-Usługowa "Kurpie", Ostrołęka1999, ISBN 83-88270-00-1
- Nagle łódź się zachwiała, Ostrołęcki Ośrodek Kultury, Ostrołęka 1999, ISBN 83-85867-19-8
- Mały koncert ziołowy, Towarzystwo Przyjaciół Ostrołęki, 1999, ISBN 83-88169-03-3
- Schodami do nieba, Towarzystwo Przyjaciół Ostrołęki, 2008, ISBN 978-83-88169-54-0
- Narwiobóle, Wydawnictwo ZIZ, Durlasy [2010], ISBN 978-83-931194-1-7
- Jutro będzie inaczej, Wydawnictwo Miniatura, Kraków 2012, ISBN 978-83-7606-424-6
- Odmarsz rówieśników, Stowarzyszenie Artystów Kurpiowskich, Studio B2, Kadzidło 2014 ISBN 978-83-937043-6-1
- Spowiedź safanduły, Stowarzyszenie Artystów Kurpiowskich, Studio B2, Kadzidło 2015, ISBN 978-83-65094-02-5
- Monogramy i ornamenty, Towarzystwo Przyjaciół Ostrołęki, 2018, ISBN 978-83-64200-43-4

Proza
- Legenda Narwi, t. I, Towarzystwo Przyjaciół Ostrołęki, 2001, ISBN 83-88169-10-6
- Nadnarwiańskie niezapominajki: (dalszy ciąg Legendy Narwi), Towarzystwo Przyjaciół Ostrołęki, 2003, ISBN 83-88169-26-2
- Bug z nami Narwio, Towarzystwo Przyjaciół Ostrołęki, 2013, ISBN 978-83-64200-02-1